# Коцка (Артемис Фаул)
Коцка је изум Артемиса Фаула настао пре треће књиге, „Артемис Фаул: Шифра Вечности”. Хибрид људске и вилинске технологије до које је дошао у првој књизи, Коцка је заштићена теоријском шифром, познатом као шифра вечности за коју је створио потпуно нови језик. Коцком је желео да уцени америчког 'контроверзног' бизнисмена Џона Спироа из Чикага, тражећи новац од њега да би сачекао са пуштањем справе у производњу. Али, ствари нису текле баш тим током...